# Хуніор Буено
Хуніор Буено (ісп. José Bueno, нар. 3 вересня 1996) — колумбійський футболіст, захисник вірменського клубу «Арарат-Вірменія». Виступав також за низку колумбійських та закордонних клубів. Володар Кубка Вірменії та Суперкубка Вірменії.

## Клубна кар'єра
Хуніор Буено є вихованцем футбольної школи аргентинського клубу «Банфілд». У професійному футболі Буено дебютував 2017 року виступами за аргентинську команду «Дефенсорес де Бельграно», в якій грав до 2018 року, взявши участь у 27 матчах чемпіонату. Протягом 2018—2019 років колумбієць грав у складі аргентинського клубу «Хімнасія і Есгріма» (Жужуй). У 2019 році футболіст став гравцем колумбійського клубу «Онсе Кальдас», у якому грав до кінця 2020 року.
З 2021 року Хуніор Буено грає у складі клубу «Арарат-Вірменія». У складі команди футболіст у сезоні 2023—2024 років став володарем Кубка Вірменії, а в 2024 році став володарем Суперкубка Вірменії.

## Титули і досягнення
- Володар Кубка Вірменії (1):

«Арарат-Вірменія»: 2023–2024
- Володар Суперкубка Вірменії (1):

«Арарат-Вірменія»: 2024